# Гросботвар
Гросботвар (њем. Großbottwar) град је у њемачкој савезној држави Баден-Виртемберг. Једно је од 39 општинских средишта округа Лудвигсбург. Посједује регионалну шифру (AGS) 8118021.

## Географски и демографски подаци
Град се налази на надморској висини од 215 метара. Површина општине износи 25,5 km². У самом граду је, према процјени из 2010. године, живјело 8.213 становника. Просјечна густина становништва износи 322 становника/km².